# Bűvös varázskardok
A Bűvös varázskardok (eredeti cím: Mighty Magiswords) 2015 és 2019 között vetített amerikai flash animációs kalandsorozat, amelyet Kyle Carrozza alkotott. A Cartoon Network első websorozata.
A sorozatot 2015. május 6-án tűzték műsorra a csatorna Cartoon Network Anything nevű mobilalkalmazásában, amelyben további Mighty Magiswords-rövidfilmek is elérhetőek. Magyar szinkronos változat 2017. január 25-én a televízióban indult.
A sorozat a Warrior-ikrek, Prohyas és Vambre kalandjairól szól, akik célja, hogy a lehető legtöbb varázskardot összegyűjtsék. Ezek fura fegyverek, amelyek képessége és kialakítása között összefüggés van. A zellerkard például zellerillatúvá tesz mindent, a kaktuszkard tüskéket lő magából, az excaliburger pedig repülő hamburgereket enged szabadjára.

## Szereplők
- Prohyas Warrior – Vambre ikerfivére. Kedvenc fegyvere a delfinkard.
- Vambre Warrior – Prohyas ikernővére.
- Rexxtopher király – ?
- Boszi Simon: ügyetlen boszorkány, Prohyas és Vambre barátja.

## Magyar változat
A szinkront a Turner Broadcasting System megbízásából az SDI Media Hungary készítette.
- Magyar szöveg: Lai Gábor
- Hangmérnök: Bauer Zoltán
- Vágó: Pilipár Éva, Wünsch Attila
- Gyártásvezető: Németh Piroska, Molnár Melinda
- Szinkronrendező: Bauer Eszter
- Produkciós vezető: Varga Fruzsina
- Felolvasó, narrátor: Bognár Tamás

Magyar hangok
- Dögei Éva – Zange hercegnő (websorozat), Morbidia (TV-sorozat)
- Heckenast Laszló – énekhang
- Horváth Illés – Skullivan
- Horváth-Töreki Gergely – Grup, a sárkány
- Kassai Károly – partisétány tulaja
- Kokas Piroska – Porcina királynő
- Kisfalusi Lehel – Nohyas
- Varga Rókus -Fagyferátó (2. hang)
- Lipcsey-Colini Borbála - Rejtélyes kámzsás nő
- Maday Gábor – Phil
- Martin Adél – Human Woman
- Mezei Kitty – Vambre Zsoldos
- Moser Károly – Noville, Fanyűvő, Snax
- Pál Tamás – Gateaux (TV-sorozat), a maszk őrzője
- Pálfai Péter – öreg aggastyánúr
- Péter Richárd – Ralphio Sabreware (2. hang)
- Pupos Tímea – Witchy Simone (TV-sorozat)
- Sági Tímea – Morbidia (websorozat)
- Sipos Eszter Anna – Witchy Simone (websorozat)
- Szabó Máté – Prohyas Zsoldos
- Szatmári Attila – Ralphio Sabreware (1. hang)
- Szórádi Erika – rejtélyes kámzsás nő
- Tamási Nikolett – Füd
- Vári Attila – Omnibus
- Zöld Csaba további magyar hang

## Epizódok
| Évad | Évad | Részek száma | Részek száma | Eredeti sugárzás     | Eredeti sugárzás  | Magyar sugárzás      | Magyar sugárzás   |
| Évad | Évad | Részek száma | Részek száma | Évadbemutató         | Évadzáró          | Évadbemutató         | Évadzáró          |
| ---- | ---- | ------------ | ------------ | -------------------- | ----------------- | -------------------- | ----------------- |
|      | 1.   | 52           | 52           | 2016. szeptember 29. | 2018. április 29. | 2017. március 6.     | 2018. február 20. |
|      | 2.   | 40           | 40           | 2018. április 30.    | 2019. május 17.   | 2018. szeptember 17. | 2019. április 5.  |